# Bengalia depressa
Bengalia depressa este o specie de muște din genul Bengalia, familia Calliphoridae, descrisă de Walker în anul 1858. Conform Catalogue of Life specia Bengalia depressa nu are subspecii cunoscute.